# Juho Koskelo
Johan (Juho) Evert Koskelo, född 23 juli 1870 i Kuopio, död 7 november 1942 i New York, var en finländsk operasångare (tenor) och cellist. Han rönte framgång som cellist i Tyskland och Finland innan han 1910 emigrerade till USA, där han omsider blev en framstående grammofonsångare och musiker bland ditflyttade landsmän.

## Biografi

### Karriär i Europa
Koskelo var son till snickargesällen Adolf Koskelo och Riitta Kaisa Laukkanen. Ursprungligen arbetade han som militärmusiker och gav 1890 lektioner i kornettspel på kasernen i Kuopio. Sedermera övergick han till cello, vilket han studerade vid Helsingfors filharmonikers orkesterskola 1894–1896, varefter han i två års tid var medlem i sällskapet. 1899 utexaminerades han från Leipzigs borgarskola och studerade fram till 1902 cello under Julius Klengel vid Leipzigs kungliga musikkonservatorium. Sommaren 1902 spelade han i Robert Kajanus orkester i Kiev. I Leipzig framträdde han även som kornettist.
Fram till augusti 1903 studerade han operasång för Ernst Hungar och flyttade sedan till Dresden, där han undervisades i sång av Richard Müller. Efter återkomsten till Finland 1905 bedrev han studier i finska och svenska samt undervisades i musik av Abraham Ojanperä och Oskar Merikanto. Han var också verksam vid Musikaliska sällskapet i Åbo innan han återvände till Tyskland. Åren 1905–1907 studerade han operasång under Nikolaus Rothmühls ledning vid Sternska konservatoriet i Berlin, där flera finländska operasångare utbildades vid tiden, inklusive Wäinö Sola, Bruno Jorma, Eino Rautavaara och Aino Calonius. I maj 1906 uppträdde han vid två av skolans operauppsättningar. Utanför skolan spelade han bland annat Lévi i Joseph i Egypten på Theater des Westens.
I Berlin var han därefter verksam vid den stora symfoniorkestern Blüthner och undervisades 1908–1909 av hovoperasångaren Willy Merkel. Mellan studierna gjorde han återbesök i Finland och genomförde på hösten en längre turné på landsbygden; i november 1908 gav han sång- och cellokonserter i Tammerfors och Rovaniemi och fick goda recensioner för båda konserterna. I september 1909 gav han en konsert i Brahestad och i december 1909 gav han en sång- och cellokonsert på Finska samskolan i Helsingfors, varvid han framförde flera verk av bland andra Sibelius, Merikanto, Wagner och Corelli. Musikkritikern Evert Katila på Uusi Suometar skrev i maj 1909 en recension, i vilken han bedömde Koskelos röst vara fullständigt skolad och utnämnde honom till Finlands hjältetenor i ordets rätta universella bemärkelse.

### USA
Omkring 1910 återkom han till Berlin, där han en tid spelade vid filharmonikerna. I Berlin träffade han Heikki Klemetti, som rådde honom att bege sig till New York. I februari 1910 begav sig Koskelo på en konsertresa till Calumet och Hancock och bosatte sig så småningom i New York. På hösten samma år konserterade han i de centrala och västra delstaterna, och besökte bland annat Superior, Diamondville, Rock Springs och Kalifornien. Tillsammans med violinisten Ernest Paananen genomförde han på hösten 1911 en omfattande turné bland finländska invandrare i landet och en av deras konserter i Brooklyn beskådades av omkring 800 människor. Under flera år var Koskelo framgångsrik dirigent för körerna på New York-avdelningen på den finländska sektionen inom Socialist Party of America, en post Hannes Saari sedermera efterträdde honom på. På den socialistiska mötesplatsen Fifth Avenue Hall i Harlem hade Koskelo orkestern Suomalainen Tanssiorkesteri tillsammans med William E. Stein, en New York-född pianist med finländsk härkomst. Koskelo var även dirigent för mötesplatsens sångkör.
1923 drabbades Koskelo av ett slaganfall och musikkarriären upphörde permanent. De sista åren levde han på Harlem Valley State Hospital i Dover, Dutchess County. Han avled bortglömd och ensam på sjukhuset 1942.

#### Skivinspelningar
I juli 1910 började Koskelo sjunga in finländska sånger på grammofon, först för Victor och senare för Columbia, Edison och U.S. Everlasting. Därmed blev han den förste amerikafinländske artisten ur första generationen att sjunga för de stora grammofonbolagen. Skivbolagen uppdrog åt honom att spela in alla populära finska folksånger, varför Koskelos repertoar innehåller allt från psalmer, folksånger, patriotisk musik och arbetarsånger till kupletter av J. Alfred Tanner. Bland inspelningarna återfinns åtskilliga visor av Oskar Merikanto.  Ackompanjatörer under inspelningarna var pianisten John Sylvanus Thompson samt Nat Shilkret, Rosario Bourdon och Edward T. King med orkestrar. Koskelo sjöng även in några duetter med Jean Theslöf.
Skivorna nådde genast stor popularitet och han inbjöds ofta att uppträda på de finländska mötesplatserna. Han försökte, särskilt i sina tolkningar av folksångerna, sjunga i traditionell, lantlig stil. Åren 1919 och 1920 spelade han dessutom in finländska melodier med sin och Steins orkester, biträdd av Nat Shilkret på klarinett och J. H. Greenberger på violin. På Columbias etiketter kallades orkestern Suomalainen Soittokvartetti och på Victors Suomalainen Tanssi Orkesteri. Nästan årligen fram till maj 1923 återkom Koskelo med nya inspelningar och gjorde sammanlagt omkring 150 stycken.